# Cabo Roxo
El cabo Roxo (en portugués: Cabo Roxo, en francés: Cap Roxo), es un promontorio localizado en la costa atlántica de África occidental, que marca la frontera occidental de Guinea-Bissau y Senegal. En la parte inferior está el distrito de São Domingos de la región de Cacheu de la República de Guinea-Bissau, y, por encima, el Departamento de Oussouye de la Región de Ziguinchor de la República de Senegal.
El cabo Roxo marca un cambio significativo en la dirección de la costa africana: al norte, la costa sigue una dirección N-S, mientras que al sur se vuelve en dirección sureste.
Originalmente llamado Capo Rosso por el explorador veneciano Alvise Cadamosto en 1456 a causa de su aspecto rojizo (rosso, que significa rojo en italiano). A pesar de que se encuentra a veces traducido como Cabo Vermelho en algunos viejos mapas portugueses, el término italiano asignado por Cadamosto fue en gran parte adoptado como Cabo Roxo por la mayoría de los cartógrafos portugueses (en portugués, roxo = púrpura, por lo que no sonaba extraño.)
No debe ser confundido con el cabo Rouge (o "cabo Red"), localizado más al norte, en la Petite Côte de Senegal.